# Cerineo
Cerineo, također Cerinić, bračka, hvarska, splitska i trogirska plemićka obitelj. Obitelj potječe od Mihovila (ser Michael fiol de qu. Zuanne Cerinich) koji je 15. listopada 1498. godine primljen u bračko plemićko vijeće. Godine 1570. sagradio je Mihovil, Šimunov sin, dvorove u Škripu i Splitskoj.
Godine 1677. obitelj Cerineo uvrštena je među izvorne bračke plemiće. Potkraj 18. stoljeća obitelj živi i u Gornjem Humcu, a u 20. stoljeću u Splitskoj. Obiteljska grobnica s natpisom iz 1631. godine nalazi se u crkvi Svetog Duha u Škripu. Jedna grana obitelji preselila se na otok Hvar, gdje je 1598. godine bila primljena u tamošnje Veliko vijeće. Druga grana obitelji spominje se od prve polovice 17. stoljeća u Splitu, gdje su 1671. godine uvršteni među plemiće. Ta grana obitelji dobila je austrijsku potvrdu plemstva 1823. godine.
Trogirska obitelj Cerineo Lucio Grisogono potječe od bračkih Cerinea i dobila je tamošnje plemstvo 1695. godine.

## Vanjske poveznice
- Cerineo - Hrvatski biografski leksikon